# Ocotea foeniculacea
Bois de senteur noir
Espèce
Statut de conservation UICN

 LC  : Préoccupation mineure
Ocotea foeniculacea, le Bois de senteur noir, est une espèce de plantes à fleurs de la famille des Lauraceae. C'est un arbre trouvé dans les Caraïbes.

## Répartition
Cet arbre se rencontre à Cuba, en Haïti, à Porto Rico et en République dominicaine.

## Description
Dans sa description de 1889, Carl Christian Mez indique que cet arbre mesure 25 m.

## Systématique
Le nom correct complet (avec auteur) de ce taxon est Ocotea foeniculacea Mez.

## Publication originale
- (la) Carl Mez, Jahrbuch des Königlichen Botanischen Gartens und des Botanischen Museums zu Berlin, vol. 5, Berlin, Gebrüder Brontraeger, 1889, 556 p. (lire en ligne), p. 266-267.